# جولت بالوغ
جولت بالوغ (بالمجرية: Balogh Zsolt)‏ مواليد 29 مارس 1989 في المجر، هو لاعب كرة يد مجري يلعب كظهير أيمن. مثل منتخب المجر لكرة اليد. يلعب حاليا مع فريق بيك ساغد في الدوري المجري لكرة اليد.

## روابط خارجية
- جولت بالوغ على موقع الاتحاد الدولي لكرة اليد (الإنجليزية)
- جولت بالوغ على موقع الاتحاد الأوروبي لكرة اليد (الإنجليزية)